# Concesio
Concesio est une commune italienne de la province de Brescia dans la région Lombardie en Italie.

## Histoire
Le Pape Paul VI y est né le 26 septembre 1897.

## Culture
La ville abrite le Musée d'art Paul VI.

## Administration
| Période                                  | Période | Identité       | Étiquette | Qualité |
| ---------------------------------------- | ------- | -------------- | --------- | ------- |
| 2004                                     | 2009    | Diego Peli     | PD        |         |
| 2009                                     | 2014    | Stefano Retali | PD        |         |
| Les données manquantes sont à compléter. |         |                |           |         |

### Hameaux
S. Andrea, Cà De Bosio, Stocchetta, Campagnole, Pieve, Roncaglie, S. Vigilio et Costorio

### Communes limitrophes
Bovezzo, Brescia, Cellatica, Collebeato, Gussago, Lumezzane, Nave, Villa Carcina